# Viktor Glondys
Viktor Glondys (Bielitz, 1882. december 7. – Nagyszeben, 1949. október 28.) erdélyi szász evangélikus püspök.

## Élete
A sziléziai Bielitzben született, egy pékmester fiaként. A bielitzi állami gimnázium után Grazban tanult jogot. 1903-ban tért át római katolikus hitről lutheránussá. Bécsben és Marburgban tanult teológiát. 1922-ben Brassóban lett lelkész, majd 1932-ben püspökké választották. 1941-ben náciellenessége miatt kényszernyugdíjazták, ezután tevékenységét a nagyszebeni Luther-akadémián folytatta.

## Művei
- Einführung in die Erkenntnistheorie I, Wien 1923
- Zur Problematik des christl. Gottesglaubens. Ein Vers. z. Überwindung intellektueller Glaubenshemmungen, Hermannstadt 1929;
- Auf ewigem Grunde. Predigten, ebd. 1933.
- Tagebuch. Aufzeichnungen von 1933 bis 1949, hrsg.: Arbeitskreis für Geschichte und Kultur der deutschen Siedlungsgebiete (Johann Böhm und Dieter Braeg), bearb. von Johann Böhm, Dinklage 1997